# Platycoryne pervillei
Platycoryne pervillei är en orkidéart som beskrevs av Heinrich Gustav Reichenbach. Platycoryne pervillei ingår i släktet Platycoryne och familjen orkidéer. Inga underarter finns listade i Catalogue of Life.